# In the Court of the Crimson King
A King Crimson angol progresszív rock-együttes debütáló albuma, az In the Court of the Crimson King 1969. október 10-én jelent meg. Az album a brit listák 3. helyéig jutott. Az 1990-es évek végén újrakeverték és újra kiadták, 2004-ben pedig egy újabb kiadás jelent meg, miután a Virgin Records raktárában megtalálták az eredeti felvételeket. Az USA-ban az album aranylemez minősítést kapott.
Az albumot sokan a progresszív rock kiindulópontjának tartják, ahol a dzsessz és az európai klasszikus zene hatásai teljesen átvették a blues helyét. Pete Townshend, a The Who gitárosa „hátborzongató mestermű”-ként írta le az albumot. Az album szerepel az 1001 lemez, amit hallanod kell, mielőtt meghalsz című könyvben.

## A borító
A képet Barry Godber (1946–1970), egy művész és számítógép-programozó festette. Godber nem sokkal az album megjelenése után, 1970 februárjában halt meg szívrohamban. Ez a kép volt az egyetlen festménye, ami ma Fripp tulajdona. Fripp ezt mondta Godberről: „Barry Godber nem festő, hanem programozó volt. Ez volt az egyetlen kép, amit valaha festett. Peter Sinfield barátja volt, és 24 évesen halt meg, szívrohamban. Peter elhozta a festményt és a többieknek megtetszett. Az eredetit nem is olyan régen elhoztam az EG irodájából, mert túl erős fénynek volt kitéve, félő volt, hogy nagyobb károsodás éri. A külső arc a Szkizoid Emberé (Schizoid Man), belül pedig a Bíborkirály (Crimson King) látható. Ha letakarja a mosolygó szájat, a szemek hihetetlen szomorúságot sugároznak. Kell ennél több? A zene hangulatát adja vissza.”[forrás?]

## Kritikák
„A King Crimson debütáló albumának legújabb kiadása minden korábbi változatot felülír. Az 1990-es évek végén Robert Fripp az egész Crimson-életművet felújította egy harmincadik évfordulós kiadáshoz. A felújítás sehol sem volt annyira megérdemelt (vagy szükséges), mint a rockzene eme sarokkövénél. A King Crimson eredeti tagjai Robert Fripp (gitár), Ian McDonald (fafúvósok, vibrafon, billentyűs hangszerek, Mellotron, vokál), Greg Lake (ének, basszusgitár), Michael Giles (dob, ütőhangszerek, vokál) és Peter Sinfield (dalszövegek) voltak.
A King Crimson a poszt-pszichedelikus rock sötétebb, élesebb, kissé profétikusabb vonalát képviselte. Ennek hangsúlyozásaképp intelligens is volt… afféle „gondolkodó emberek Pink Floydja”. Fripp már itt tanújelét adja a kontraszt és a csend értékének, jelen esetben a 21st Century Schizoid Man című dalban. A dal nem szűkölködik azokban az elemekben, melyekből később az egész heavy alternatív és grunge színtér ihletet merített. Ezt az elektromos erőbombát követi egy légies ballada, az I Talk to the Wind. A finom énekharmóniák, McDonald szívbemarkoló fuvolaszólója és a dallam ellenpontjai ellenállhatatlanná teszik. A szürreális, nehezen megfejthető szöveg bepillantást enged Peter Sinfield egyedülálló költői világába, mely az együttes ezt követő három albumát jellemezte. Az eredeti bakelitlemez A-oldala az Epitaph megrázó hangképével zárult. A vonósokat utánzó Mellotron kísérteties hangja és Fripp akusztikus- és elektromos gitáron játszott ellenpontjai szinte áhítatos hangulatot adnak a bevezetőnek, mely tovább fokozza az album amúgy is baljós hangulatát. Giles dobjátéka kulcsszerept játszik mind a refrénben, mind pedig a hangszeres részekben. A Moonchild egy baljós hangulatú szerelmesdal. A dallam könnyed, időtlen, a zene olyan, mint a kopasz fák között lengedező szél. A dal egy struktúra nélküli free jazz improvizációvá válik, melynek Fripp rövid dallamtöredékei adják az alapját. Az albumot a címadó The Court of the Crimson King zárja. A Sinfield szövegében megjelenő balsors veszélye nagyszerűen megjelenik a viszonylag hosszú versszakokban és az ezeket összekötő, valamint a dalt záró hangszeres részekben.”[forrás?]
Ez a rövid értékelés természetesen nem pótolja az album meghallgatása közben kialakuló saját benyomásokat. Fripp és segítői munkájának köszönhetően a harmincadik évfordulós kiadás hangminősége a mai technikai lehetőségekhez mérten a lehető legjobb. Igazság szerint a HDCD formátum sokkal élethűbb hangzást nyújt, mint egy bakelitlemez. Ez különösen az I Talk to the Wind és a Moonchild halkabb részeinél vehető észre. Az első példányok az eredeti bakelitlemez kinyitható borítójának korlátozott példányszámú másolatában kerültek a boltokba, melyekhez korabeli fotókat és újságcikkeket tartalmazó, 12 oldalas füzetet is adtak.[forrás?]

## Az album dalai
|    | Cím | Szerző(k)                                                            | Hossz |
| -- | --- | -------------------------------------------------------------------- | ----- |
| 1. | 21st Century Schizoid Man (magába foglalja a Mirrors című dalt)                                                    | Robert Fripp, Ian McDonald, Greg Lake, Michael Giles, Peter Sinfield | 7:20  |
| 2. | I Talk to the Wind                                                                                                 | Ian McDonald, Peter Sinfield                                         | 6:05  |
| 3. | Epitaph (magába foglalja a March for No Reason és Tomorrow and Tomorrow dalokat)                                   | Robert Fripp, Ian McDonald, Greg Lake, Michael Giles, Peter Sinfield | 8:47  |
| 4. | Moonchild (magába foglalja a The Dream és The Illusion dalokat)                                                    | Robert Fripp, Ian McDonald, Greg Lake, Michael Giles, Peter Sinfield | 12:13 |
| 5. | The Court of the Crimson King (magába foglalja a The Return of the Fire Witch és The Dance of the Puppets dalokat) | Ian McDonald, Peter Sinfield                                         | 9:25  |

## Közreműködők
- Robert Fripp – gitár, billentyűs hangszerek
- Ian McDonald – fafúvósok, billentyűs hangszerek, vibrafon, Mellotron, vokál
- Greg Lake – ének, basszusgitár
- Michael Giles – dob, ütőhangszerek, vokál
- Peter Sinfield – dalszövegek, próza

### Produkció
- Robin Thompson – hangmérnök
- Tony Page – hangmérnök asszisztens
- Barry Godber – borító, illusztrációk
- Hugh O'Donell – design
- King Crimson – producer